# Lepturges glaphyra
Lepturges glaphyra är en skalbaggsart som beskrevs av Monné 1976. Lepturges glaphyra ingår i släktet Lepturges och familjen långhorningar. Inga underarter finns listade i Catalogue of Life.